# Diocese de Tepic
A Diocese de Tepic (em latim: Dioecesis Tepicensis) é uma diocese da Igreja Católica localizada no município de Tepic, no estado de Nayarit, pertencente a Arquidiocese de Guadalajara no México. Foi fundada em 23 de junho de 1891 pelo Papa Leão XIII. Com uma população católica de 1.262.000 habitantes, sendo 81,0% da população total, possui 99 paróquias com dados de 2021.

## História
Em 23 de junho de 1891 o Papa Leão XIII cria a Diocese de Tepic através do território da Arquidiocese de Guadalajara. 

## Lista de bispos
A seguir uma lista de bispos desde a criação da diocese em 1891.
|                                                   | Nome                         | Período         | Notas                            |
| Bispos de Tepic                                   | Bispos de Tepic              | Bispos de Tepic | Bispos de Tepic                  |
| ------------------------------------------------- | ---------------------------- | --------------- | -------------------------------- |
| 8º                                                | Luis Artemio Flores Calzada  | 2012 - atual    |                                  |
| 7º                                                | Ricardo Watty Urquidi        | 2008 - 2011     | Faleceu no cargo                 |
| 6º                                                | Alfonso Humberto Robles Cota | 1981 - 2008     |                                  |
| 5º                                                | Adolfo Antonio Suárez Rivera | 1971 - 1980     | Nomeado bispo de Tlalnepantla    |
| 4º                                                | Anastasio Hurtado y Robles   | 1935 - 1970     |                                  |
| 3º                                                | Manuel Azpeitia Palomar      | 1919 - 1935     | Faleceu no cargo                 |
| 2º                                                | Andrés Segura y Domínguez    | 1906 - 1918     | Faleceu no cargo                 |
| 1º                                                | Ignacio Díaz y Macedo        | 1893 - 1905     | Faleceu no cargo                 |
| Bispos auxiliar de Tepic                          |                              |                 |                                  |
| 1º                                                | José Manuel Piña Torres      | 1958 - 1970     |                                  |
| Outros padres dessa diocese que se tonaram bispos |                              |                 |                                  |
| 2º                                                | Jesús Antonio Lerma Nolasco  | 2009            | Nomeado bispo auxiliar do México |
| 1º                                                | Mario Espinosa Contreras     | 1996            | Nomeado bispo de Tehuacán        |